# Jean-François Legillon
Jean-François Legillon, à l'origine Jan Frans, né le 1er septembre 1739 à Bruges et mort le 23 novembre 1797 à Paris, est un peintre flamand spécialisé dans les scènes avec du bétail. Son nom s'écrit parfois Le Gillon.

## Biographie

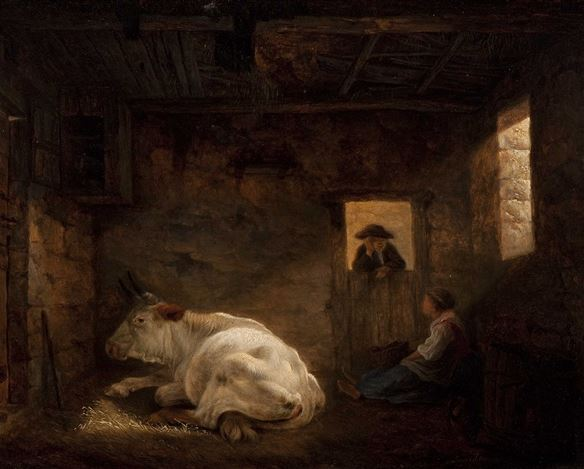
Une vache et une laitière se reposant dans l'étable

Il fait ses études dans une école jésuite et montre très tôt des aptitudes pour le dessin. A douze ans, il suivait déjà des cours à l'Académie de dessin de Bruges (nl), dirigés par Matthias de Visch. En 1760, il se rend à Rouen pour fréquenter l'Académie des Sciences, Belles-lettres et Arts, créée par Jean-Baptiste Descamps en 1749. En deux ans, il remporte des prix lors d'expositions scolaires. Là-bas, il a également perfectionné sa maîtrise du français. La maladie interrompit ses études, mais il les reprit en 1763 et revint à Bruges en 1766.
Il n'y reste cependant qu'un an avant de repartir pour la France ; cette fois en passant par Paris pour se rendre à Marseille, où il suit de nouveaux cours. De 1770 à 1772, il visite Rome, où il réalise de nombreuses aquarelles et pastels. Il parcourt l'Italie de 1772 à 1774, puis revient à Paris, où il tient sa première exposition au Salon en 1775.
Il revient à Bruges en 1776 et accueille quelques étudiants : Gerardus de San (nl), Jean Charles Verbrugge (1756-1831) et N. van de Steene, dont on ne sait rien. C’est à cette époque qu’il commence à peindre à l’huile. En 1779, il voyage à travers la Suisse jusqu'en 1780. Il s'installe définitivement à Paris en 1782. En 1789, sur l'insistance d'amis, il avait préparé quelques œuvres pour les recevoir à l'Académie royale de peinture et de sculpture.
Après une brève mais grave maladie, il meurt à Paris en 1797, alors que la Révolution bat son plein. Un vieil ami de son séjour en Italie, Joseph-Benoît Suvée, a fait en sorte que toutes ses peintures, dessins et croquis soient envoyés à sa famille à Bruges.